# ケダイネイ
ケダイネイ（リトアニア語: Kėdainiai [kʲeːˈd̪ä̂ˑɪ̯nʲɛɪ̯ˑ]  発音）は、リトアニア中部の都市。リトアニアの都市の中でも最も古い都市の一つ。ネヴェジス川 (Nevėžis) 沿いに位置している。人口は30,835人（2009年現在）。
1372年のリヴォニア年代記『Hermann de Wartberge』で初めてこの都市について言及されている。街の旧市街地の歴史は17世紀にまでさかのぼる。

## 都市名
- リトアニア語 – Kėdainiai
- ポーランド語 – Kiejdany
- イディッシュ語 – קיידאן (Keidan)[2]
- ドイツ語 – Kedahnen

その他、Kidan、Kaidan、Keidany、Keydan、Kuidany、Kidainiaiとも表記される。

## 歴史

### 中世

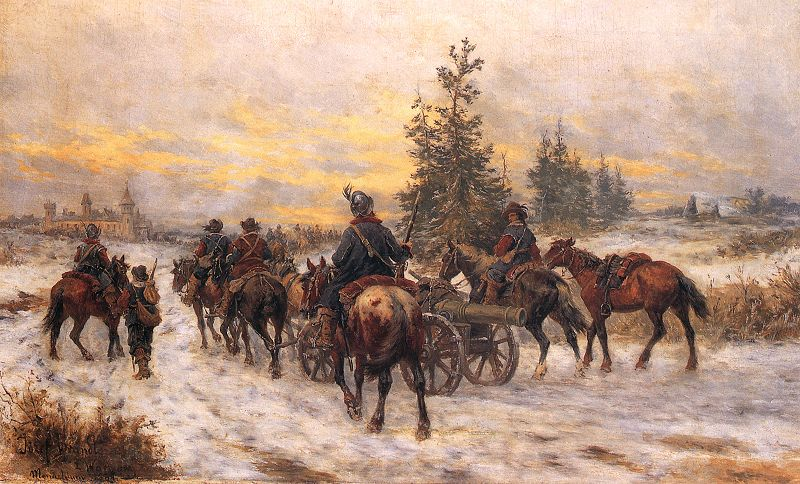
ケダイネイに向かうスウェーデン軍の行進

17世紀にポーランド・リトアニア共和国とスウェーデンの間で戦争が起きた大洪水時代には、ケダイネイは戦場となった。1655年にはケダイネイ城にて、ヤヌシュ・ラジヴィウらによってスウェーデンとのあいだにケダイネイ合同が結ばれた。これはポーランド・リトアニア共和国を否定しリトアニアとスウェーデンとの国家連合を目指すものであったが、結局は失敗に終わっている。現在ではラジヴィウ家の城はほとんど残っていないが、1631年に建てられたカルヴァン派の地下聖堂には、クシシュトフ・ラジヴィウやその息子ヤヌシュの墓を含む、一族の墓が残されている。
16世紀後半から17世紀にかけて、アンナ・ラジヴィウの改宗に伴い、スコットランドからプロテスタントが多く到来した。プロテスタントは19世紀半ばまで街で影響力を持っていた。
また土地の風習により、街を訪れる者は街の建設に用いるための石を持ってくるよう求められた。

### 近代
1940年まで、約300人の生徒や教師をケダイネイからミル（現在のベラルーシに位置する街）のイェシーバーに輩出してきた。しかし、ナチ・ドイツがリトアニア侵攻すると、1941年7月には「83人のユダヤ人男性、12人のユダヤ人女性、14人のロシア人共産主義者、15人のリトアニア人共産主義者、［そして］1人のロシア人ソヴィエト人民委員」が殺された。
冷戦期にはケダイネイに空軍基地が作られ、ソヴィエトの空軍輸送部隊の施設が置かれた。
長年、ケダイネイでは化学処理や食品加工などの産業が栄えてきた。1963年1月にはケダイネイ化学工場が操業しているが、硫酸を大量に排出したため1980年代には抗議運動に発展した。

## 人口
- 1833年 - 2,597人
- 1897年 - 6,113人
- 1923年 - 7,415人
- 1931年 - 7,761人
- 1939年 - 8,662人
- 1959年 - 10,580人
- 1970年 - 19,795人
- 1976年 - 26,600人
- 1979年 - 27,886人
- 1989年 - 33,840人
- 2001年 - 32,048人

## 宿泊施設
- ホテル「Grejaus namas」
- ホテル・レストラン「Smilga」

## 著名人
- ユオザス・ウルブシース - リトアニアの外交官。ケダイネイ近郊のシェテネイ (Šeteniai) に生まれる。
- ミカロユス・ダウクシャ - リトアニアの作家、翻訳家。
- ユオザス・パウクシュテリス - 作家。
- アンタナス・マツケヴィチウス - 司祭。1863年の1月蜂起を率いた。
- チェスワフ・ミウォシュ - リトアニア系ポーランド人の詩人、作家。ケダイネイ近郊のシェテネイ (Šeteniai) に生まれる。1980年にノーベル文学賞受賞。
- ヴィクトラス・ムンティアナス - リトアニアの政治家。元セイマス議長。

## 姉妹都市・提携都市
- Brodnica（ ポーランド）
- ウォベス（ ポーランド）
- Svalöv（ スウェーデン）
- Sömmerda（ ドイツ）
- コフトラ＝ヤルヴェ（ エストニア）
- ロストフ （ ロシア）

## ギャラリー

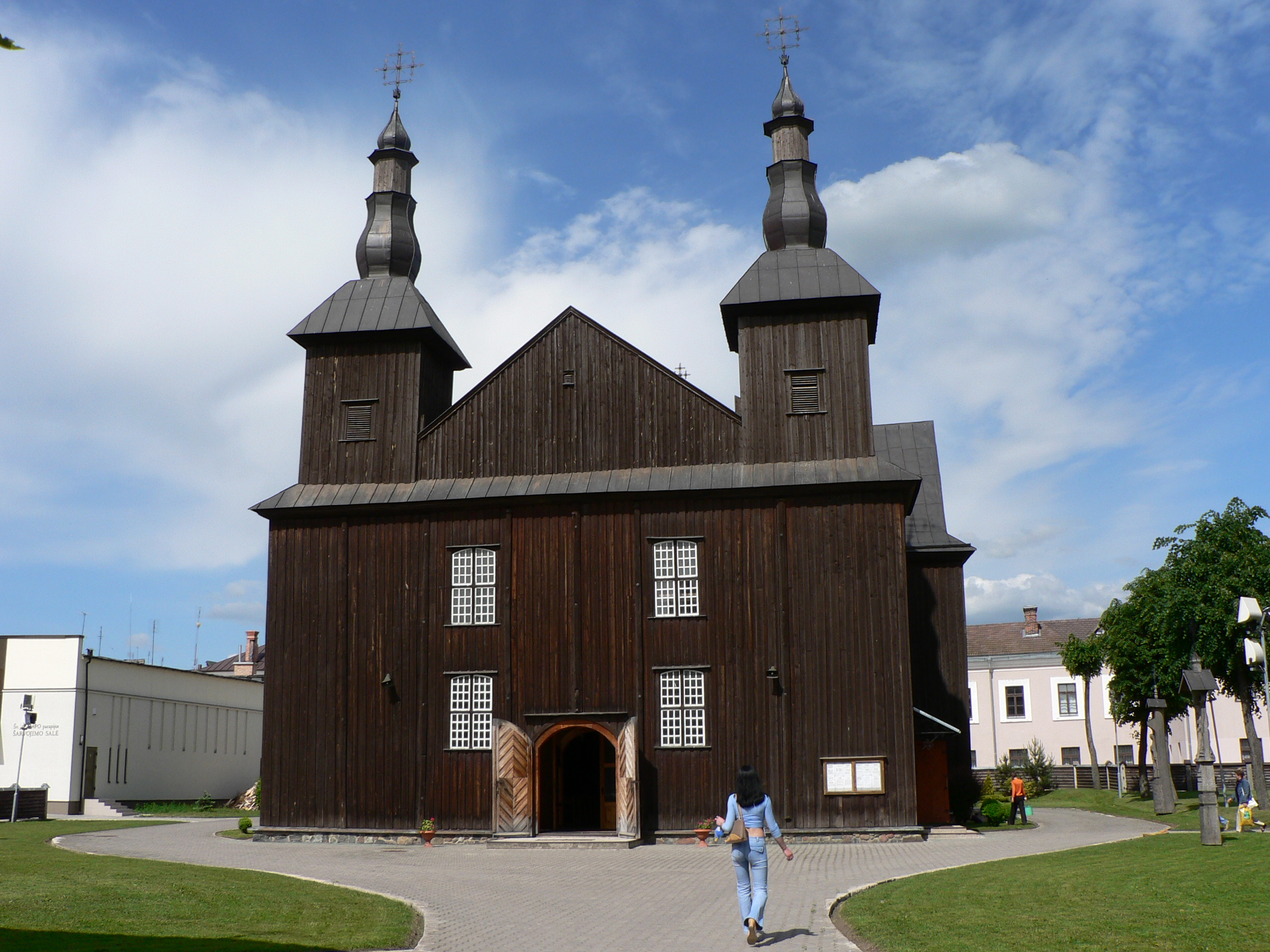
カルメル会の聖ユオザパス（ヨセフ）教会
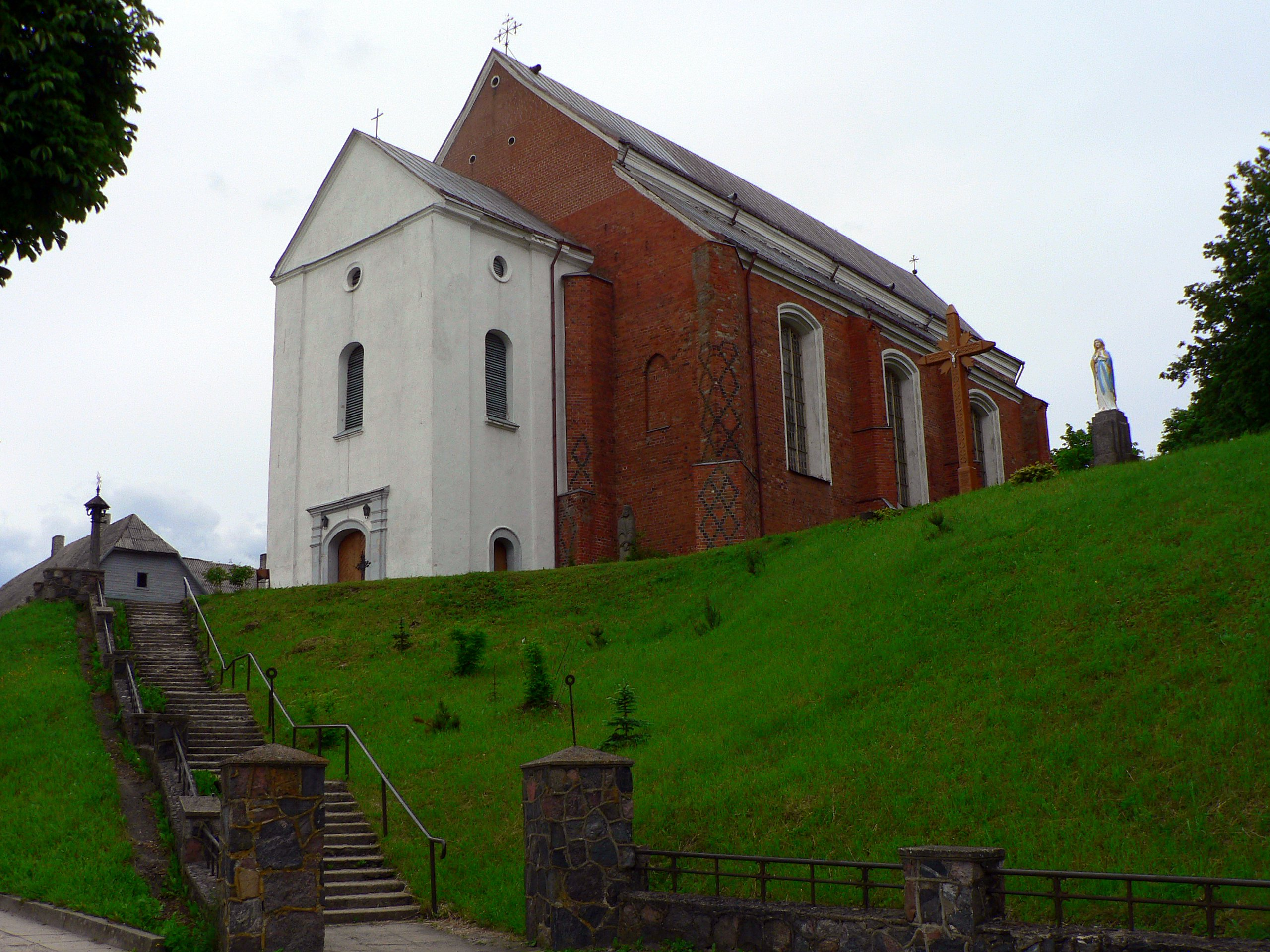
聖ユルギス（ゲオルギウス）教会（15世紀）
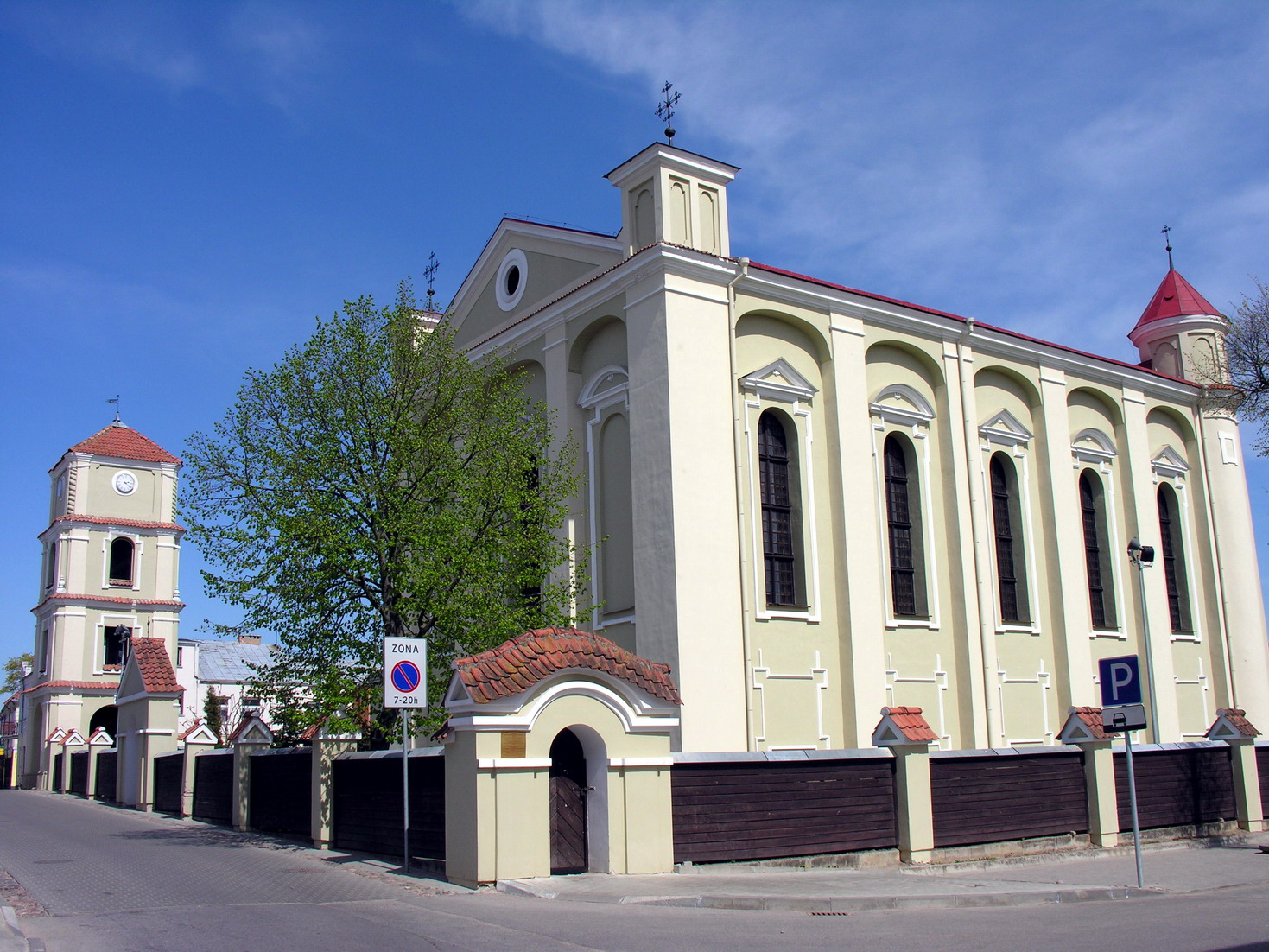
福音派の教会
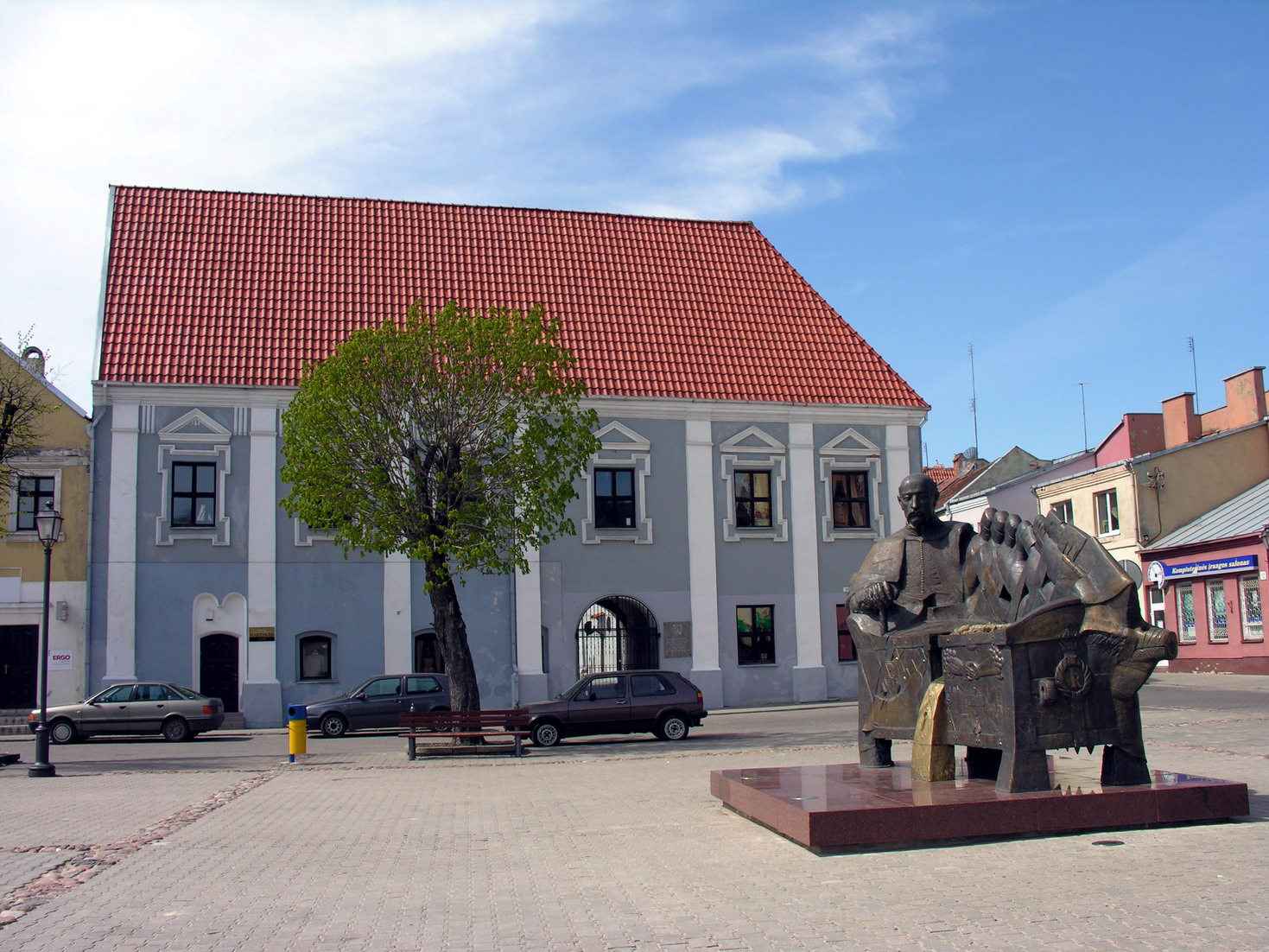
旧市街地にある家
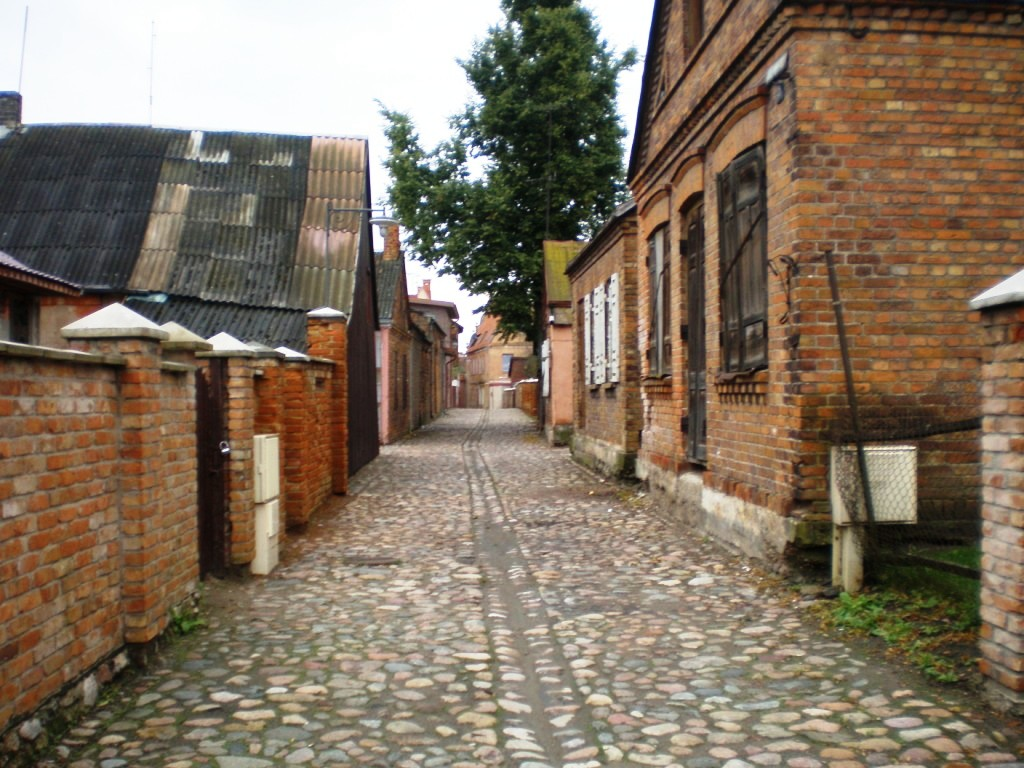
旧市街地
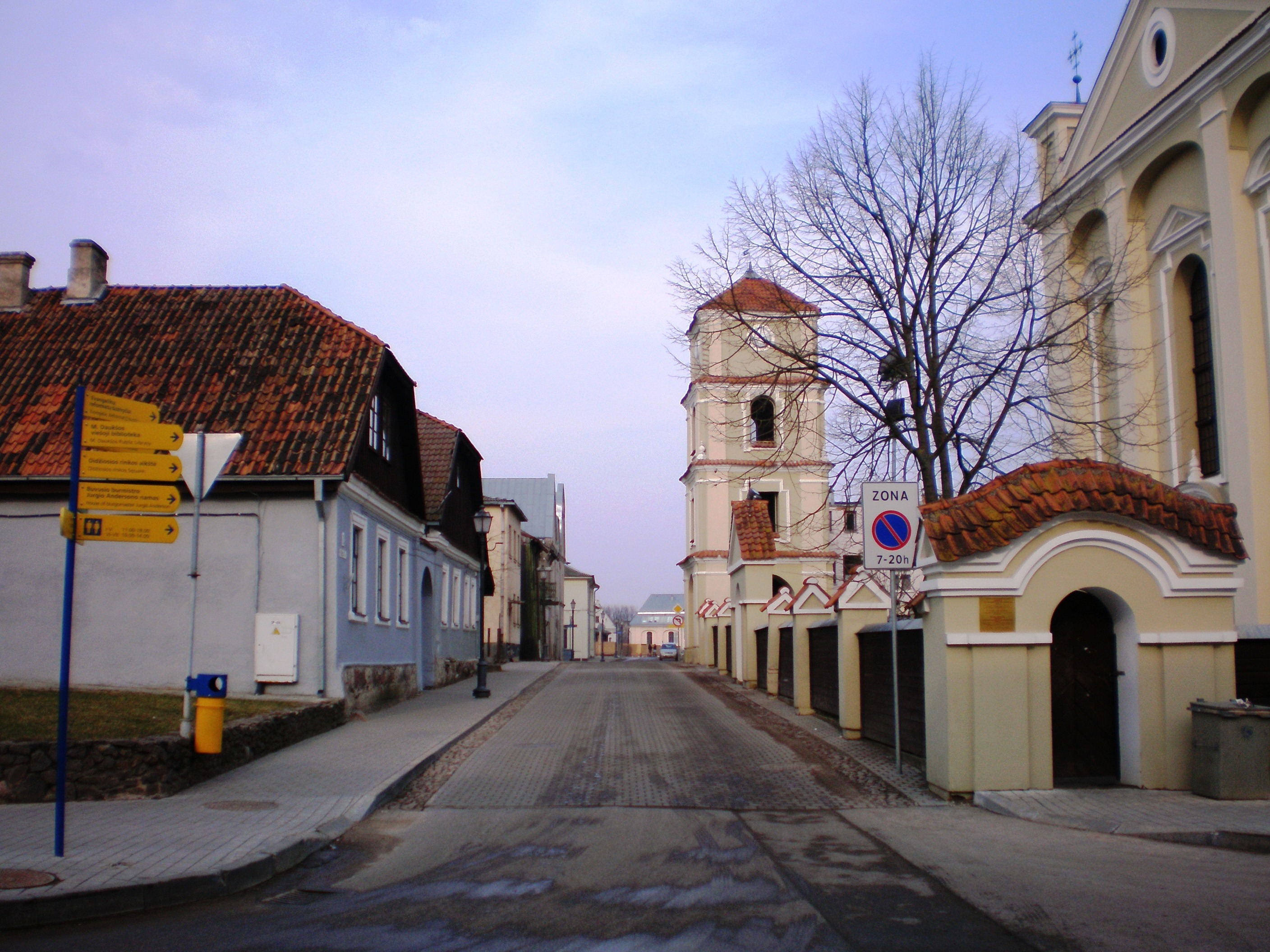
旧市街地（セノイ通り）
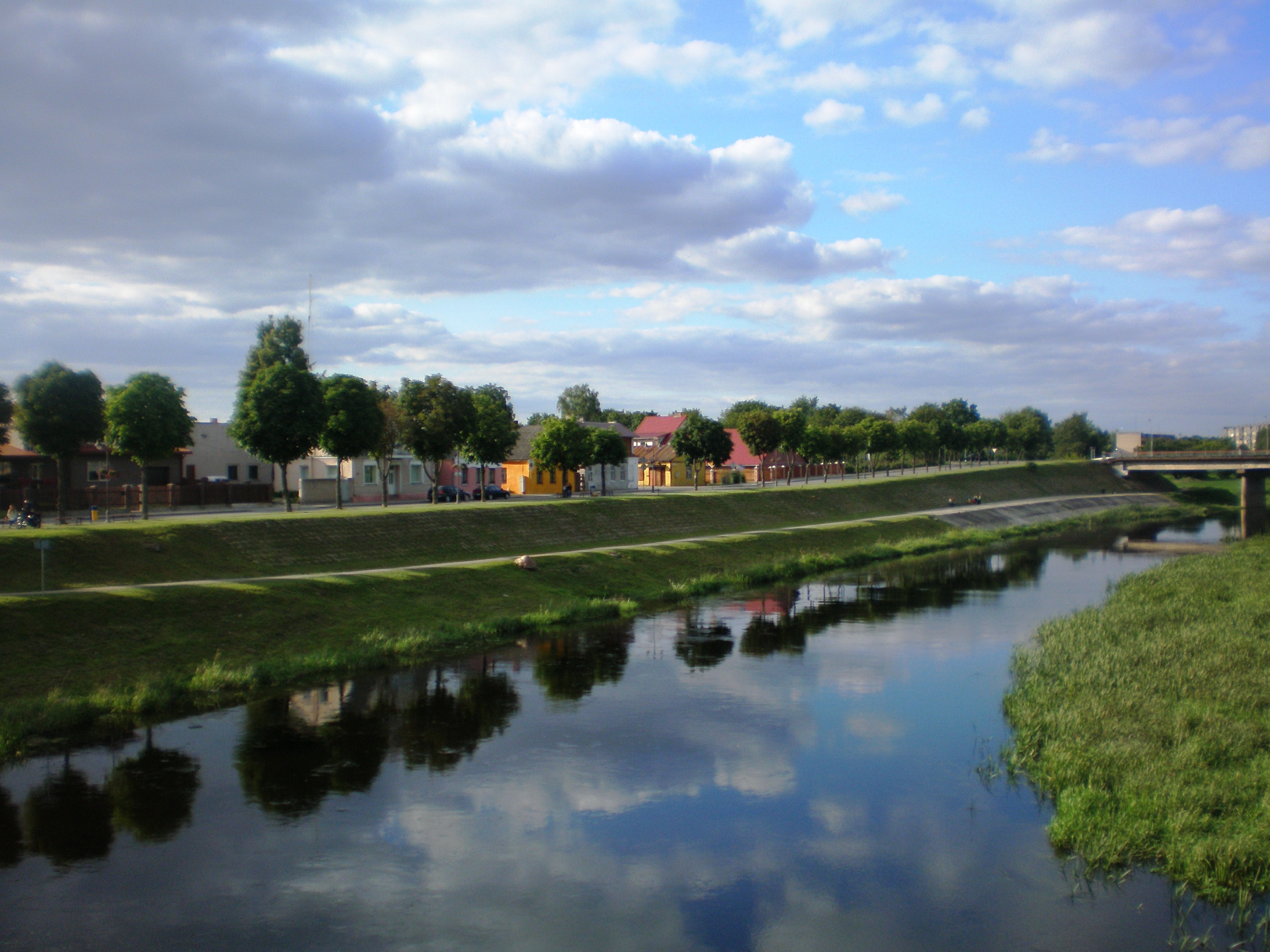
街の中心にあるネヴェジス川